# Lisa Fischer

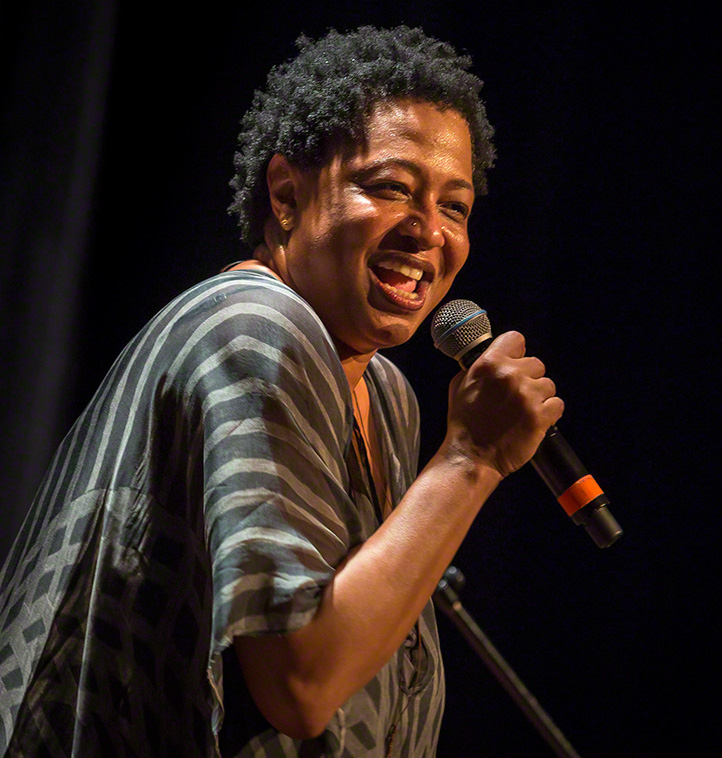
Lisa Fischer

Lisa Fischer (Brooklyn, 1 december 1958) is een Amerikaanse r&b-zangeres. Ze staat bekend om haar grote stembereik en haar werk als achtergrondzangeres bij tournees van de Rolling Stones en Tina Turner. Sinds 2006 zingt ze voor zowel Atlantic Records als GRP Records.

## Biografie
Fischer werd geboren in de wijk Fort Greene van Brooklyn, New York en groeide op met twee jongere broers. Ze is beïnvloed door onder meer Marvin Gaye en de holebi-gemeenschap.
In het begin van haar loopbaan begeleidde zij Luther Vandross bij verschillende tournees; deze samenwerking duurde 22 jaar en vond plaats wanneer de Stones geen optredens hadden. Ook zong ze bij Billy Greene en Melba Moore, eveneens een voorbeeld.
In 1991 bracht Fischer haar eerste soloalbum uit en scoorde ze een hit met How Can I Ease the Pain. Ze ontving in 1992 een Grammy Award voor de 'Best Female R&B Vocal Performance' en 'Best R&B Song'. Plannen voor een opvolger van So Intense werden echter nooit gerealiseerd. In de muziekdocumentaire 20 Feet from Stardom uit 2013 - waarin een beeld wordt geschetst van de wereld die de achtergrondzang is en de harmonie die het in de muziekwereld heeft gebracht - zei Fischer dat ze haar solocarrière afbrak omdat ze tevreden was met haar rol op de achtergrond en geen grotere ambities had. In 2014 werden de geïnterviewden herenigd om het Amerikaanse volkslied te zingen in de Rose Bowl. Daarna besloot Fischer alsnog weer solo te gaan, naast alle andere werkzaamheden. In 2015 begon ze aan een eigen tournee.

## Discografie

### Albums
- 1991 - So Intense
- 1992 - O Come All Ye Faithful-Home Alone 2 Lost in New York

## Prijzen en nominaties
| Jaar | Prijs |
| ---- | --- |
| 1991 | Soul Train Music Award for Best R&B/Urban Contemporary Single - Female voor "How Can I Ease the Pain" (gewonnen) |
| 1991 | Grammy Award for Best Female R&B Vocal Performance voor "How Can I Ease the Pain" (gewonnen)                     |
| 1991 | Grammy Award for Best R&B Song voor "How Can I Ease the Pain" (nominatie)                                        |

- Bibliothèque nationale de France: cb14041271v (data)
- Gemeinsame Normdatei: 134727789
- International Standard Name Identifier: 0000 0000 7841 2743
- Library of Congress Control Number: n2013013331
- MusicBrainz: f1db3d2c-0585-40df-a451-5784aba72666
- Nationale Bibliotheek van Tsjechië: xx0077282
- Nederlandse Thesaurus van Auteursnamen: 240538633
- Système universitaire de documentation: 184576032
- Virtual International Authority File: 85807501
- WorldCat: E39PBJy8wjX3xQqxG6vJw7pVmd